# Sangue vivo (Officina Zoè)
Sangue vivo è il secondo album degli Officina Zoè uscito nel 2000 che ha dato la colonna sonora all'omonimo film uscito lo stesso anno.

## Tracce
1. Don Pizzica
2. Ijentu
3. Nifta Maiu
4. Filia
5. Sale
6. Mamma La Luna
7. L'America
8. Macaria
9. Riu
10. Ttuppi Ttuppi